# 姚市镇
姚市镇，是中华人民共和国四川省资阳市安岳县下辖的一个乡镇级行政单位。

## 行政区划
姚市镇下辖以下地区：
桂花社区、尖山村、青坪村、金船村、双堤村、箭塘村、凡山村、方石村、道林村、青竹村、沙心村、黄泥村、教中村、印盒村、凤桥村、山坡村、龙盘村、桥沟村、林咀村、九峰村、孔明村、京桥村、联升村和天鹅村。